# Tobias Lund Jensen
Tobias Lund Jensen (10 februari 2006) is een Deens voetballer die onder contract ligt bij Club Brugge.

## Carrière
In april 2022 ruilde Jensen, samen met Jonathan Foss, de jeugdopleiding van Odense BK voor die van Club Brugge. Op 1 april 2023 maakte Jensen zijn profdebuut in het shirt van Club NXT: tegen Lierse Kempenzonen (1-2-zege) liet trainer Hayk Milkon hem in de 86e minuut invallen.

## Clubstatistieken
| Seizoen         | Club            | Land            | Competitie      | Competitie | Competitie | Beker | Beker | Supercup | Supercup | Europees | Europees | Totaal | Totaal |
| Seizoen         | Club            | Land            | Competitie      | Wed.       | Dlp.       | Wed.  | Dlp.  | Wed.     | Dlp.     | Wed.     | Dlp.     | Wed.   | Dlp.   |
| --------------- | --------------- | --------------- | --------------- | ---------- | ---------- | ----- | ----- | -------- | -------- | -------- | -------- | ------ | ------ |
| 2022/23         | Club NXT        | Vlag van België | Eerste klasse B | 1          | 0          | —     | —     | —        | —        | —        | —        | 1      | 0      |
| Carrière totaal | Carrière totaal | Carrière totaal | Carrière totaal | 1          | 0          | 0     | 0     | 0        | 0        | 0        | 0        | 1      | 0      |

Bijgewerkt op 2 april 2023.

## Interlandcarrière
Jensen debuteerde in 2021 als Deens jeugdinternational.
2 Romero ·
4 Ordóñez ·
8 Tzolis ·
9 Jutglà ·
10 Vetlesen ·
14 Meijer ·
15 Onyedika ·
16 Van den Heuvel ·
17 Vermant ·
19 Nilsson ·
20 Vanaken  · 
21 Skóraś ·
22 Mignolet ·
24 Osuji ·
27 Nielsen ·
29 Jackers ·
30 Jashari ·
41 Siquet ·
44 Mechele ·
55 De Cuyper ·
58 Spileers ·
64 Sabbe ·
65 Seys ·
66 Yameogo ·
67 Et Taïbi ·
68 Talbi ·
71 De Corte ·
84 Campbell ·
87 Furo ·
Coach: Hayen
Assistent-coach: Jonckheere